# Śmigłowcowce typu Hyūga
Śmigłowcowce typu Hyūga – japońskie śmigłowcowce, które zaczęły wchodzić do służby w roku 2009. Dla Japońskich Morskich Siłach Samoobrony zbudowano dwie jednostki tego typu. W Japonii okręty są klasyfikowane jako niszczyciele śmigłowcowe. 

## Historia
Okręty pierwotnie zaprojektowano dla zastąpienia znacznie mniejszych niszczycieli typu Shiranes. Głównym zadaniem nowych okrętów miało być zwalczanie okrętów podwodnych. W czasie pokoju jednostki przewidziane są do niesienia pomocy w przypadku klęsk żywiołowych. 

### Zbudowane okręty
| Numer Taktyczny | Nazwa | Rozpoczęcie budowy | Zwodowanie       | Wejście do służby | Port macierzysty |
| --------------- | ----- | ------------------ | ---------------- | ----------------- | ---------------- |
| DDH-181         | Hyūga | 11 maja 2006       | 23 sierpnia 2007 | 18 marca 2009     | Maizuru          |
| DDH-182         | Ise   | 30 maja 2008       | 21 sierpnia 2009 | 16 marca 2010     | Yokosuka         |